# Palestina ai Giochi della XXX Olimpiade
La Palestina ha partecipato ai Giochi della XXX Olimpiade di Londra che si sono svolti dal 27 luglio al 12 agosto 2012. È stata la 5ª partecipazione consecutiva degli atleti palestinesi ai giochi olimpici estivi.
Gli atleti della delegazione palestinese sono stati 5 (3 uomini e 2 donne), in 3 discipline. Alla cerimonia di apertura il portabandiera è stato il judoka Maher Abu Remeleh, mentre la portabandiera della cerimonia di chiusura è stata Woroud Sawalha, atleta specializzata nel mezzofondo.
Nel corso della manifestazione la Palestina non ha ottenuto alcuna medaglia.

## Atletica leggera
| Q | Qualificato al turno successivo per la posizione in qualificazione                                                           |
| q | Qualificato per il turno successivo per ripescaggio o, negli eventi su campo, conquistando la misura minima per qualificarsi |

### Maschile
Eventi di corsa su pista e strada
| Atleta         | Evento | Batteria  | Batteria  | Semifinale      | Semifinale      | Finale          | Finale          |
| Atleta         | Evento | Risultato | Posizione | Risultato       | Posizione       | Risultato       | Posizione       |
| -------------- | ------ | --------- | --------- | --------------- | --------------- | --------------- | --------------- |
| Bahaa Al Farra | 400 m  | 49"93     | 8°        | non qualificato | non qualificato | non qualificato | non qualificato |

### Femminile
Eventi di corsa su pista e strada
| Atleta         | Evento | Batteria  | Batteria  | Semifinale      | Semifinale      | Finale          | Finale          |
| Atleta         | Evento | Risultato | Posizione | Risultato       | Posizione       | Risultato       | Posizione       |
| -------------- | ------ | --------- | --------- | --------------- | --------------- | --------------- | --------------- |
| Woroud Sawalha | 800 m  | 2'29"16   | 8ª        | non qualificata | non qualificata | non qualificata | non qualificata |

## Judo
Maschile
| Atleta            | Evento | 32-esimi             | 16-esimi                           | Ottavi               | Quarti               | Semifinali           | Ripescaggio          | Med. bronzo          | Finale               | Posizione       |
| Atleta            | Evento | Avversario Risultato | Avversario Risultato               | Avversario Risultato | Avversario Risultato | Avversario Risultato | Avversario Risultato | Avversario Risultato | Avversario Risultato | Posizione       |
| ----------------- | ------ | -------------------- | ---------------------------------- | -------------------- | -------------------- | -------------------- | -------------------- | -------------------- | -------------------- | --------------- |
| Maher Abu Remeleh | −73 kg | Bye                  | D. Van Tichelt (BEL) P (0000-0100) | non qualificato      | non qualificato      | non qualificato      | non qualificato      | non qualificato      | non qualificato      | non qualificato |

## Nuoto e sport acquatici

### Nuoto
Maschile
| Atleta       | Evento             | Batterie | Batterie   | Semifinali      | Semifinali      | Finale          | Finale          |
| Atleta       | Evento             | Tempo    | Classifica | Tempo           | Classifica      | Tempo           | Classifica      |
| ------------ | ------------------ | -------- | ---------- | --------------- | --------------- | --------------- | --------------- |
| Ahmed Gebrel | 400 m stile libero | 4'08"51  | 27º        | non qualificato | non qualificato | non qualificato | non qualificato |

Femminile
| Atleta         | Evento            | Batterie | Batterie   | Semifinali      | Semifinali      | Finale          | Finale          |
| Atleta         | Evento            | Tempo    | Classifica | Tempo           | Classifica      | Tempo           | Classifica      |
| -------------- | ----------------- | -------- | ---------- | --------------- | --------------- | --------------- | --------------- |
| Sabine Hazboun | 50 m stile libero | 28"28    | 51ª        | non qualificata | non qualificata | non qualificata | non qualificata |